# Rhegmatophila alpina
Rhegmatophila alpina is een vlinder uit de familie tandvlinders (Notodontidae). De wetenschappelijke naam is voor het eerst geldig gepubliceerd in 1881 door Bellier.
De soort komt voor in Europa.